# Panagia Trypiti

Die Wallfahrtskirche der Panagia Tripiti

Die Kirche Panagia Trypiti (griechisch Παναγία Τρυπητή) ist eine orthodoxe Wallfahrtsstätte in Griechenland. Die Kirche liegt bei Egio auf der Peloponnes. Am Freitag nach Ostern wird das Fest der Mutter-Gottes-Ikone Die Lebenspendende Quelle (griechisch Ζωοδόχου Πηγής) gefeiert. Die alte Gottesmutterikone ist das Ziel vieler Pilger, weil ihr Wunderkraft nachgesagt wird. Die Kirche in ihrer heutigen Form wurde im 19. Jahrhundert erbaut.